# Cantoria (musique)
Pour les articles homonymes, voir Cantoria.

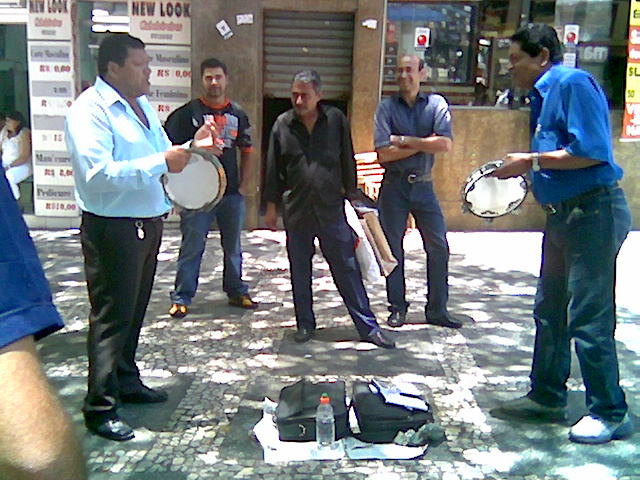
Photo de repente

La cantoria ou repente est l'un des aspects de la culture brésilienne, en particulier nordestine, issue des troubadours européens[réf. souhaitée]. Défi d'improvisation en vers, la cantoria peut être accompagnée du pandeiro (tambourin) ou d'une guitare appelée violão.
Lors des concours d'improvisation, les improvisateurs se défient, à partir d'un thème (« mote »), selon différentes métriques dont la principale est la forme en dix strophes. Chaque couplet doit se terminer par le thème qui est une idée exprimée en un ou deux vers.
Avec la littérature de cordel, le repente est l'expression principale du Sertão. Il raconte l'histoire des travailleurs agricoles et des vachers, la sécheresse et l'attente de la pluie.